# Zlata Filipović
Zlata Filipović (Sarajevo, 3 december 1980) is een Bosnische schrijfster die bekend is geworden met haar Dagboek van Zlata. 
Van 1991 tot 1993 schreef ze in haar dagboek dat ze Mimmy noemde over de verschrikkingen van de oorlog in Sarajevo waar ze ook woonde. Ze wordt veel vergeleken met Anne Frank en ze wordt zelfs de "Anne Frank van Sarajevo" genoemd.
Zlata en haar familie overleefden de oorlog en vluchtten naar Parijs in 1993. Ze ging naar de St. Andrew's College, een avondschool in de Ierse hoofdstad Dublin. Later ging ze ook nog naar de Universiteit van Oxford waar ze menswetenschappen studeerde. Ze woont nu in Dublin.

## Werken
- Dagboek van Zlata
- Dagboek van de vrijheidsschrijvers

- Bibsys: 90746190
- Biblioteca Nacional de España: XX928123
- Bibliothèque nationale de France: cb123732627 (data)
- CiNii: DA08251933
- Gemeinsame Normdatei: 11952094X
- International Standard Name Identifier: 0000 0001 0865 9641
- Library of Congress Control Number: n94045034
- Nationale Bibliotheek van Letland: 000057908
- Bibliotheek van het Japanse parlement: 00466447
- Nationale Bibliotheek van Tsjechië: jn20000700533
- Nationale Bibliotheek van Israël: 987007457681305171
- Nationale Bibliotheek van Polen: a0000001168550
- Nationale en Universitaire bibliotheek Zagreb: 000091768
- Nederlandse Thesaurus van Auteursnamen: 113689004
- Réseau des bibliothèques de Suisse occidentale: 02-A003242745
- Istituto Centrale per il Catalogo Unico: RAVV086286
- Système universitaire de documentation: 032767285
- Virtual International Authority File: 5743046
- WorldCat: E39PBJfmkdBH9kPQRGht7hXrv3